# Schnulzenerlass
Der Schnulzenerlass war eine im Juli 1968 ergangene Anweisung des ORF-Generalintendanten Gerd Bacher an die Radiomacher des erst im Oktober 1967 gestarteten Senders Ö3, anstelle von deutschsprachigen „Schnulzen“ internationale Popmusik zu spielen. Nach einer Meldung der Tageszeitung Express forderte der autoritär auftretende Generalintendant seine Radiomitarbeiter auf, dem musikalischen Zeitgeist Rechnung zu tragen:

„In den letzten Monaten beginnt eine mir unerklärliche Schnulzeninvasion über Ö3 hereinzubrechen. Wann immer man Allroundprogramme in Ö3 aufdreht, säuselt einem ein germanischer Schwachsinniger in die Ohren. Da ich mein Ersuchen seit Monaten – leider vergeblich – an die diversen Ö3-Herren und Damen richte, würde ich nach meiner Rückkehr nicht mehr bitten, sondern entsprechende Konsequenzen ziehen.“

Gerd Bachers Machtwort, in dem er anwies, mehr „internationale Unterhaltungs- und Popmusik“ zu spielen, hatte gravierende Konsequenzen. Das Programm des Jugendsenders Ö3 reduzierte drastisch die Quote deutschsprachiger Musik zugunsten von Musik angelsächsischen Ursprungs. Die von Bacher im Schnulzenerlass geschmähten deutschsprachigen Schlager werden seitdem verstärkt in den (Bundesländer‑)Programmen von Österreich Regional (Ö2) gesendet – die Anweisung des Intendanten zementierte dadurch die programmatische Ausrichtung beider Sender. Der damalige Ö3-Moderator André Heller beschrieb Bacher im Jahr 2008 als „begnadeten Ermutiger“, der sich durch den Schnulzenerlass bei der „Ent-Roy-Blackisierung der Jugendkultur zugunsten von Frank Zappa, den Rolling Stones und Led Zeppelin und der allgemeinen Durchlüftung als Verbündeter“ erwiesen habe.
Haymo Pockberger sollte alsbald sonntagsmittäglich mit seiner satirischen Ö3-Sendung Das Schnulzodrom neue deutsche Schlager mit eigenen Reimen spöttisch kommentieren. Damit wurde er zu Anfang der 1970er-Jahre auch in Deutschland bekannt.